# Дідгороба

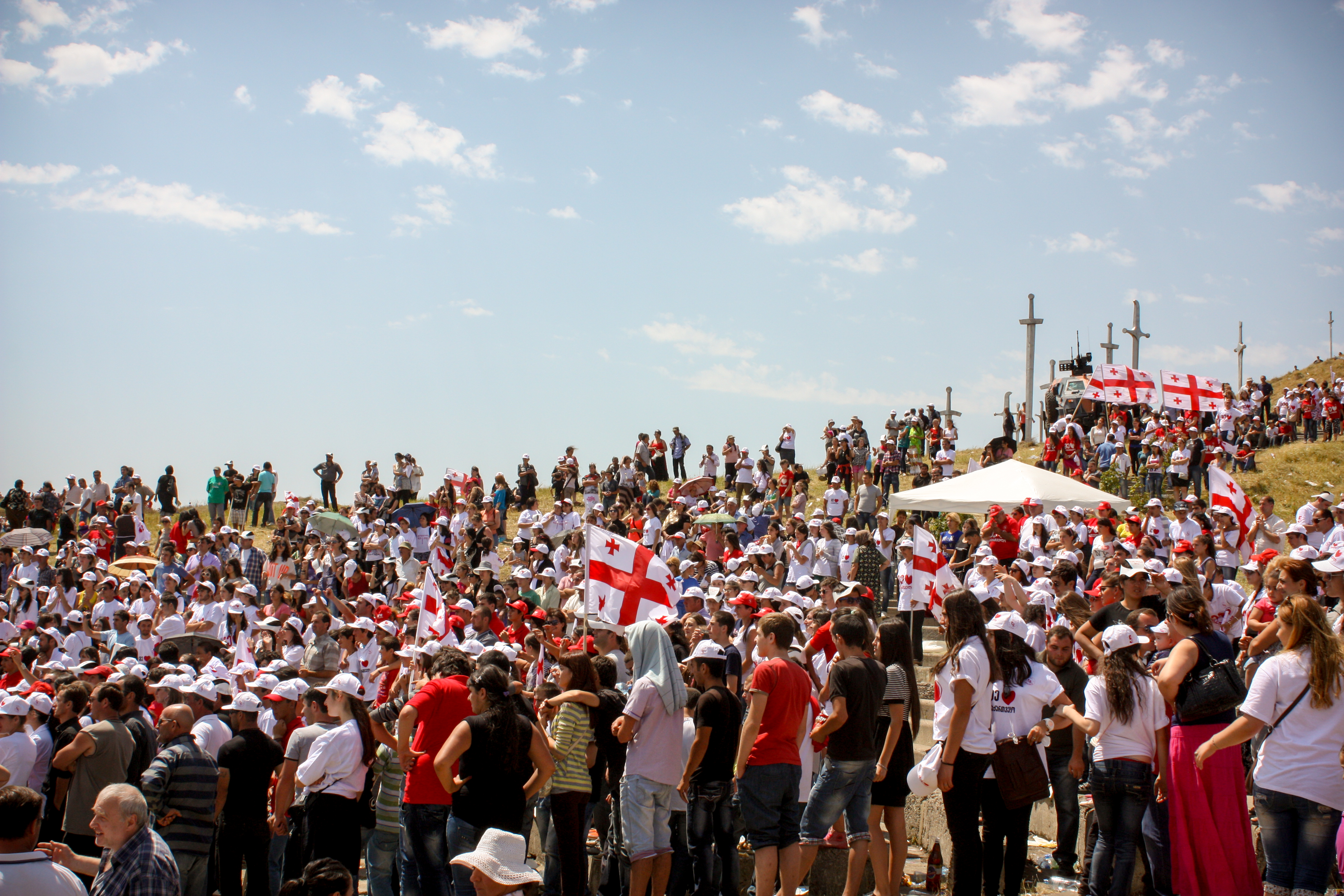
Дідгороба 2012

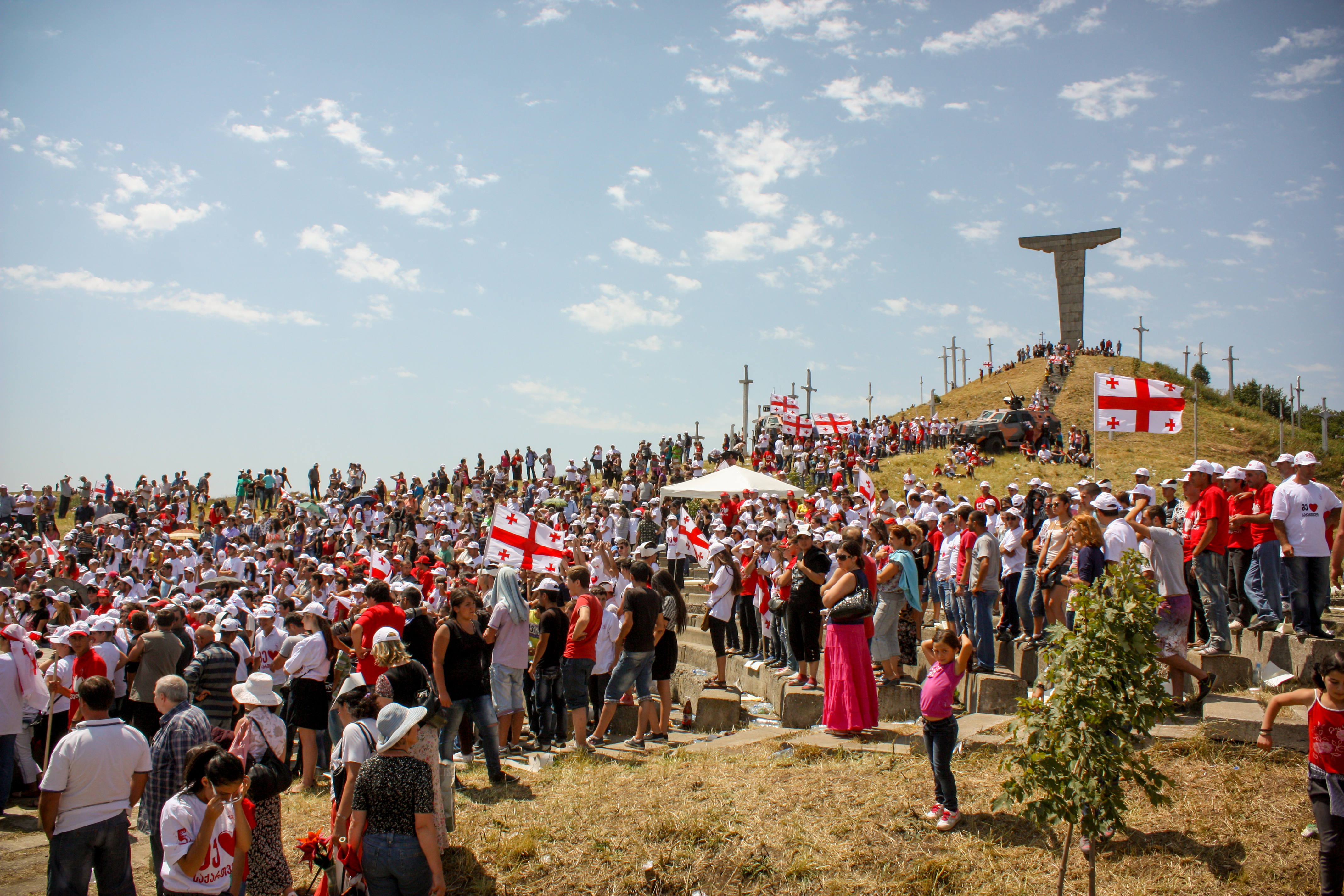
Дідгороба 2012

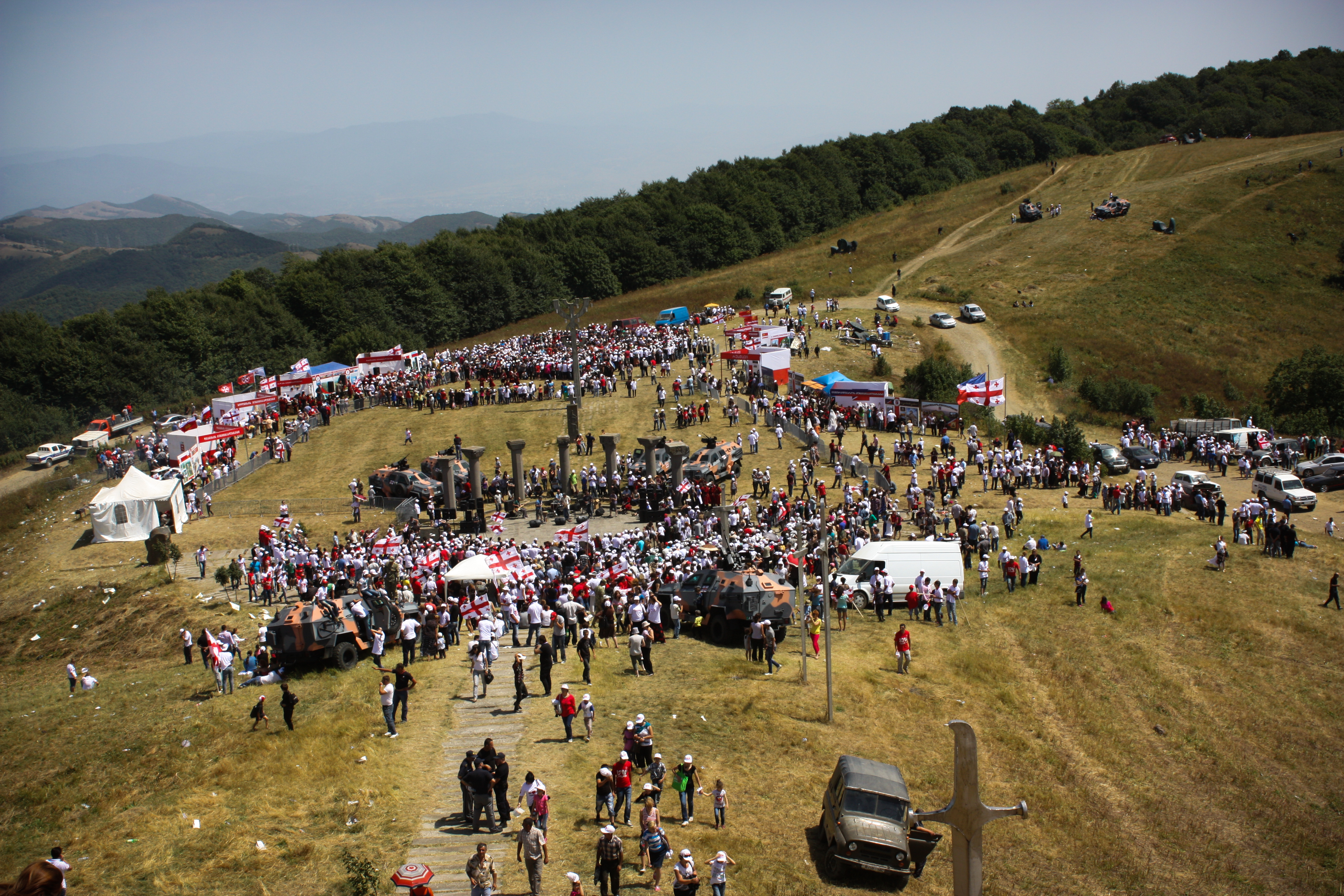
Дідгороба 2012

Дідгороба (груз.დიდგორობა, День Дідгорі) — грузинське народне свято, яке святкується 12 серпня на честь перемоги грузинів в 1121 році над турками-сельджуками в Дідгорській битві. Зміст свята символізує значення національної консолідації. Святкові заходи включають театралізовані постановки і виступи народних ансамблів.